# 平泉成
平泉成（1944年6月2日—）是一位日本男演员。本名平泉征七郎，旧艺名平泉征七郎和平泉征。

## 生平
1944年出生在日本爱知县冈崎市，经前辈介绍认识市川雷藏 (八代目)而进入演艺圈，1966年出演荧屏处女秀《醉鬼博士》，已出演过上百部作品。

## 家庭
长子是平泉阳太，女儿是平泉季里子。